# Abrochia mellita
Abrochia mellita là một loài bướm đêm thuộc phân họ Arctiinae, họ Erebidae.